# Université Paris Cité
Univerza Paris Cité (francosko Université Paris Cité) se nahaja v francoskem mestu Pariz in je posledica združitve univerz v Parizu Descartes in Diderot.
Univerza v Parizu ima tri fakultete:
- Fakulteta za zdravstvene vede (la Faculté de Santé)
- Fakulteta za družbeno -humanistične vede (la Faculté des Sociétés et Humanités)
- Fakulteta za naravoslovje (la Faculté des Sciences)